# Gustavo Torres Salinas
Gustavo Rodolfo Torres Salinas, es un político mexicano nacido en Tampico, fue Presidente Municipal de dicha ciudad entre 2013 y 2016

## Biografía
Nació en Tampico, se casó con Silvia Alcaraz con quien tuvo dos hijas.
En el sector privado ha sido administrador general del Grupo GT; asesor y miembro del Consejo Directivo de la CONCANACO; y presidente de la Cámara Nacional del Comercio en Tampico.
Dentro del PRI ocupó los cargos de Secretario General de la CNOP estatal en Tamaulipas, Consejero Político Nacional, y Secretario General del Comité Municipal en Tampico. 
A lo largo de su carrera política se ha desempeñado como regidor, director de Adquisiciones, jefe de la Oficina Fiscal en el municipio de Tampico.
Se desempeñó como diputado local en el Congreso del Estado de Tamaulipas en la LXI Legislatura del Estado de Tamaulipas, durante su gestión en el poder legislativo fue Presidente de la Comisión de Hacienda.
Fue Presidente Municipal de Tampico de 2013 a 2016. Durante su mandato se impulsaron obras importantes para el municipio, como la rehabilitación y culminación del primer tramo del Canal de la Cortadura, rehabilitó la Plaza de Armas y la Plaza Hijas de Tampico y durante su gestión se dio inicio a la construcción de los Nuevos Mercados Municipales.